# La Classe morte
 (avril 2020).
Le contenu est difficilement compréhensible vu les erreurs de traduction, qui sont peut-être dues à l'utilisation d'un logiciel de traduction automatique.
 (avril 2020).
Si vous disposez d'ouvrages ou d'articles de référence ou si vous connaissez des sites web de qualité traitant du thème abordé ici, merci de compléter l'article en donnant les références utiles à sa vérifiabilité et en les liant à la section « Notes et références ».
La Classe morte est une pièce de théâtre présentée par Tadeusz Kantor au Festival mondial du théâtre de Nancy en 1975. En 1977, Andrzej Wajda crée à partir de la pièce un documentaire télévisé.
Le spectacle se déroule dans une salle de classe, avec des enfants joués par des vieillards, eux-mêmes joués par les comédiens. Chacun de ces "enfants" porte le corps/le pantin de leur jeunesse, comme des cadavres. Tous les personnages présents sur scène sont marionnette et/ou marionnettiste. 

## Résumé
La Classe morte n'a pas d'histoire à proprement parler. La pièce n'est faite que de "tableaux-séquences" représentant une thématique. Ces tableaux sont entre-coupés d'une parade. 
Elle parle de thèmes comme la guerre, l'éducation, les professeurs, l'attente, le retour, l'enfance, la vieillesse, la mémoire, l'amnésie, la perte de l'enfance, la maternité, et surtout de la mort.
Les enfants revivent l'école, les leçons qu'ils oublient ou qu'ils récitent bêtement. Ils pleurent lorsqu'on fait mention de sujet d'adultes tels que les mariages, l'adultère et surtout l'accouchement. Les élèves parlent les uns au-dessus des autres, se disputent pour des amourettes, se chuchotent les réponses, vont au coin... Ils représentent à la fois leurs enfances et leurs problèmes d'adultes, comme un retour aux sources.

### Tableaux-séquences
Dans la captation de 1989 lors d'une recréation au Théâtre national de Chaillot, les différents tableaux sont présentés ainsi :
- Musée des figures de cire.
- Leçon sur Salomon.
- Ce qu'on apprend la nuit.
- Hallucinations historiques.
- Barbouillages phonétiques. Grimaces.
- La femme de service.
- Scène familiale.
- La visite de l'inspecteur.
- Manipulation avec le vide.
- Le jour des morts.
- Et le théâtre des automates continue...

## Espace scénique
L'espace primordial est composé de quatre rangées de pupitres vides, chacun contenant par la suite trois élèves. On retrouve côté cours une chaise habitée par le pantin du Vétéran/gardien. À jardin, il y a un toilette, devant lequel se tient Kantor. Avant scène cours, une balayette et des livres sont installés par terre, sur lesquels viendront être posés les mannequins des enfants. Une grande ouverture fond de scène est la seule entrée sur le plateau, mais aussi l'entrée de la salle classe et finalement le moyen de passage entre le monde des vivants et celui des morts.
Lors de la "scène familiale" côté jardin, il y a la présence d'un berceau et d'un siège d'accouchement aux allures d'instrument de torture. 
La seule lumière présente est une lampe qui rappellerait une servante, suspendue au-dessus des pupitres. 
Les costumes sont tous les mêmes : des uniformes d'écoliers noirs, jupes pour les filles et pantalons pour les garçons. Les autres personnages sont aussi vêtus de noir. Le maquillage est fait pour rappeler un cadavre, le visage gris, les yeux cerclés de noir. Ces costumes et maquillage font des acteurs et de leurs mannequins des doubles parfaits, qu'on ne peut différencier que par la taille. De cette façon, le spectateur peut comprendre que non seulement les adultes sont morts, mais que leurs enfants aussi.

## Personnages

### Les enfants
La classe est composée de 13 "enfants" qui sont tous différents. Ils possèdent pour la plupart des habitudes et des tocs ou des objets qui les ramènent à leur enfance.
- Les jumeaux, dont les deux enfants sont lors de la parade portés par le même acteur. Ces jumeaux sont joués par Waclaw et Leslaw Janicki, acteurs présents dans de nombreuses pièces de Kantor. Ils parlent de leur gémellité utilisée par Kantor de façon récurrente, comme d’expérience de "hors-corps"[2]. Ils représentent aussi le fantasme de l'indissociabilité des jumeaux.
- L'enfant mort. C'est le seul qui ne porte pas de mannequin et, contrairement aux autres acteurs, est plutôt jeune, car c'est en effet la représentation d'un enfant mort pendant sa jeunesse et qui n'a donc pas grandi. Il va d'ailleurs rejoindre la pile de mannequins lorsque les autres personnages les déposent au centre.
- L'enfant voyeur. Il se lève régulièrement pour regarder par une fenêtre qu'il tient, et insulte les personnes qu'il voit et pense sournois.
- L'enfant au vélo. Il porte son vélo en plus de son enfant. Il est le personnage qui guide la classe pendant les leçons.
- L'enfant battue. Elle se déplace dans la classe en jouant du fouet qui a servi à la battre enfant. Son personnage adulte est sévère, résultat de son éducation. Elle est, malgré ça, une mère aimante.
- L'enfant soldat. Il est l'enfant qui joue à la guerre, cependant, puisque son adulte l'a vécu, c'est un jeu tragique. Il porte un bandage à la poitrine et pointe un fusil à baïonnette devant lui.
- L'enfant féminine. C'est un personnage hyper-sexualisé puisqu'elle montre son sein aux autres et essaye d'être féminine alors que c'est une "enfant".
- L'enfant surdoué. Il ressemble à un virtuose de la musique, avec de longs cheveux blancs. Il joue au piano dans le vide en portant son enfant, et se met à faire des calculs incessants même lorsqu'il est aux toilettes. Avec l'enfant calme, il va remettre les marionnettes sur les pupitres.
- L'enfant calme. Il a souvent besoin que quelqu'un vienne le sortir des pupitres et de la classe. Il a du mal à se déplacer seul et reste la plupart du temps assis. Contrairement aux autres élèves, il ne s'agite pas et va même ramasser les pantins pour les remettre sur les pupitres.
- Le cancre. On lui dit toujours d'aller au coin, parfois même sans raison. Il ne sait jamais répondre aux questions qu'on lui pose, mais il est le personnage qui aide l'enfant calme.

### Les adultes
Il y a peu d'adultes dans cette pièce. Cependant, ces personnages, bien que ne faisant pas réellement parti de la "classe morte", sont aussi des marionnettes.
- Il y a d'abord la Femme de service, qui n'est autre que la Mort elle-même. La représenter en femme de ménage qui attend est sans doute une référence aux œuvres de Jacek Malczewski, dont Kantor s'inspirait ouvertement[3]. Elle ne se met en mouvement que la nuit venu et habite la classe morte, joue avec les pantins des enfants. Elle est femme de ménage mais refuse son état de personnage, puisqu'elle ignore les déchets qu'elle doit nettoyer. Elle contrôle les autres personnages tels que le vétéran, et fait peur aux enfants qui la fuient.
- Le Soldat de la Première Guerre mondiale. Lui aussi mort, il est la représentation du traumatisme de cette guerre, que le père de Kantor a vécu. En effet, ce dernier n'est jamais revenu de la première auprès de sa famille, et est mort assassiné lors de la Seconde Guerre mondiale. Il est celui qui revient, encore et toujours, en mourant de façon "héroïque" détournée.
- Le Vétéran. Contrairement au Soldat, il est celui qui est revenu de la guerre. Cependant, il est aussi le personnage le plus vieux, au point où il radote et est amnésique : il a retrouvé son état d'enfant primordiale, et d'ailleurs son mannequin le représente vieux et non pas enfant, comme s'il avait oublié cette époque lointaine. Il possède un journal datant de 1914, montrant son attachement au passé, à son patriotisme. Il attend son tour pour jouer son rôle, comme s'il avait attendu depuis cette première guerre.
- Finalement, il y a Kantor lui-même. Il est sur scène pour reprendre les comédiens lorsque ce qu'ils font ne lui convient pas. Il n'est, au premier abord, pas un personnage, puisqu'il contrôle absolument tout le monde. Cependant, il joue lui aussi avec les enfants et la femme de ménage/mort, qu'il contrôle. Il est le metteur en scène mais joue aussi le metteur en scène.

Les genres n'ont pas d'importance puisque des femmes jouent des hommes et des hommes jouent des rôles de femme. C'est en effet un acteur masculin qui joue la femme de service/Mort. 

Kantor dit ceci du jeu de ces acteurs : 
« L’acteur incarne quelqu’un présentant la matière de son être, de son caractère. […] Comme si un fantôme s’était emparé de lui, un personnage sorti de la pièce de Witkacy ou de mon imagination d’auteur. Et cette personne parle par la bouche de l’acteur d’une façon absurde ; parce que l’acteur dit à sa façon le texte de quelqu’un d’autre. L’acteur peut ne pas comprendre ce qu’il dit.[…] Les frères Janicki jouent tels qu’ils sont, mais sur leur jeu, un costume est mis d’une façon illégale, hérétique. Quelque chose passe par leur bouche sans être passé par leur cerveau ».

## Autres formes théâtrales

### La marionnette
La marionnette est extrêmement présente dans la Classe morte. Elle est autant l'acteur, qui joue « Comme si un fantôme s’était emparé de lui », que le pantin. La poupée de cire agit pour lui telle une illusion, comme il l'indique dans le premier tableau "Musée des figures de cire". Kantor en parle ainsi :
« L’illusion... Il y a un moment, dit-il, où l’on voit une personne en train de mourir, on pense qu’elle est vivante et en un instant, en une seconde, cette vie se transforme en mort. Et c’est ce moment qui me fascine le plus. Cette définition de la mort existe dans un musée de figures de cire. Il y a une seconde où je sens la peur. »

### La peinture et la photographie
En plus des nombreuses références artistiques telles que Jacek Malczewski, l'inspiration à l'Antiquité gréco-romaine notamment pour ce qui est des mythes infernaux, ou des revendications au dadaïsme, constructivisme, et surréalisme, Kantor s'intéresse à la photographie et à la possibilité de superposition. Ainsi dans la classe morte, en plus des nombreux tableaux visuels, nous pouvons voir des "mélanges" et "collages"
« La transparence (m)’a conduit à une méthode théâtrale très importante. Lorsque je superpose deux clichés « transparents », complètement différents et d’époques différentes, ils commencent à se mêler. Cela signifie que j’ai sur la scène une situation (un cliché) et que j’en « glisse » une autre par-dessus, la situation originale commence à changer. Un personnage peut en devenir un autre. Ce qui donne de remarquables possibilités. Il y avait quelque chose de semblable dans le surréalisme...»
Ainsi les personnages sont tantôt adultes, tantôt enfants ; la femme de service est aussi la mort ; et la Classe morte est une salle de classe, un lieu de souvenirs, et un lieu entre la vie et la mort. 

### Filmographie
- Nat Lilenstein, La Classe morte, 1989, d'après Umarla Klasa, Tadeusz Kantor, 1975.

### Discographie
- Zygmunt Karasinski, Valse François, 1975.